# カーゴトラム (ドレスデン)
カーゴトラム（CargoTram）は、かつてドイツの都市・ドレスデンの路面電車（ドレスデン市電）で運行していた貨物列車に使用されていた電動貨車の名称。自動車メーカーのフォルクスワーゲンが生産する自動車の部品を輸送するため2001年に運用を開始したが、生産体制の見直しに伴い2020年に営業運転を終了した。

## 導入までの経緯
1997年から1998年にかけて、自動車メーカーのフォルクスワーゲンはドイツの都市・ドレスデンに「ガラスの工場（Gläserne  Manufaktur）」と呼ばれる、大型高級セダンの「フェートン」を始めとする自動車の生産工程が外部から目視できるガラス張りの工場を建設した。この工場は観光の目玉とする意味合いもありドレスデン市内中心部に建設したが、植物園や公園に囲まれた立地条件などが影響し、工場で用いる部品を保管する倉庫は工場から離れたフリードリヒシュタット（Friedrichstadt）地区に設けられる事になった。だが、両施設を結ぶ部品の輸送手段として従来のトラック輸送を採用した場合、道路の混雑や排気ガス量の増加等が懸念された他、「ガラスの工場」側にも立地条件や環境対策により駐車できるトラックの数に制限が設けられていた。そこで、両施設の近くに存在する路面電車（ドレスデン市電）の路線を活かし、部品を輸送する貨物列車を導入する事が決定され、2000年3月3日にドレスデン市電を運営するドレスデン交通企業体とフォルクスワーゲンとの間で運行に関する契約が交わされた。この貨物列車の運用に向けて導入されたのが「カーゴトラム」である。製造に際してはドイツ国内外の企業が参加した入札が実施された後、ゲルゼンキルヒェンに本社を置くシャルカーアイゼンヒュッテ（Schalker Eisenhütte Maschinenfabrik GmbH）が担当する事となった。

## 構造
カーゴトラムは両端に連結された運転台付きの車両と3両の中間車で構成された5両編成を基本とし、全車とも誘導電動機（出力45 kw）を各台車に2基搭載した動力車であった。また、車両間は手動連結器や制御ケーブルで連結されていたほか、先頭車両の前面下部にあるカバーの内部は緊急時に使用可能な連結器が収納されていた。運転台部分を除いた車体側面はカーテン状の防水シートで覆われており、全面を開く事で車内に積載された貨物をフォークリフト等で容易に出し入れする事が可能な構造となっていた。編成の最大積載荷重は60 t、容量は214m3であり、18 m級のトラック3台分という高い輸送力を誇っていた。
運用に際して、車両の所有権はフォルクスワーゲンが有していた一方、車両の運行やメンテナンス、1編成につき350万マルク（約2億円）という製造費用の捻出はドレスデン交通企業体が実施した。

## 運用
最初の車両は2000年11月にドレスデン市電へ納入され、試運転を経て翌2001年3月1日からフェートンの部品輸送用として営業運転を開始した。フリードリヒシュタットの部品倉庫とドレスデン工場（「ガラスの工場」）のロジスティクスヤードの間、全長5.5 kmの区間を結び、1日7往復が運行していた。この運用に向けて導入されたのは5両編成2本と先頭車・中間車の予備車各1両、合計12両であったが、後年は5両編成1本のみが使用されていた。
その後、「ガラスの工場」でのフェートンの製造休止に伴い2016年から2017年にかけて一時運行が停止していたが、同年以降電気自動車の「e-ゴルフ」の部品を輸送するため1日3往復の運行を再開した。また、これに合わせて車体には「e-ゴルフ」の部品を運ぶ事を示すイラストが描かれた。
だが、電気自動車の「ID.3」に関して製造拠点がドレスデンからツヴィッカウの工場へと移管し、ドレスデンの倉庫 - 工場間の輸送量が大幅に減少する事となり、維持費の面で不利となるカーゴトラムはトラックへ置き換えられる事となった。当初は2020年12月23日の最終列車運行が予定されていたが、12月10日に工場内で自動車との衝突事故が発生し、迅速な修復が困難であった事から当日をもってカーゴトラムの運行は終了した。車両についてはドレスデン交通企業体が購入した上で事業用を含めた転用が検討されている。

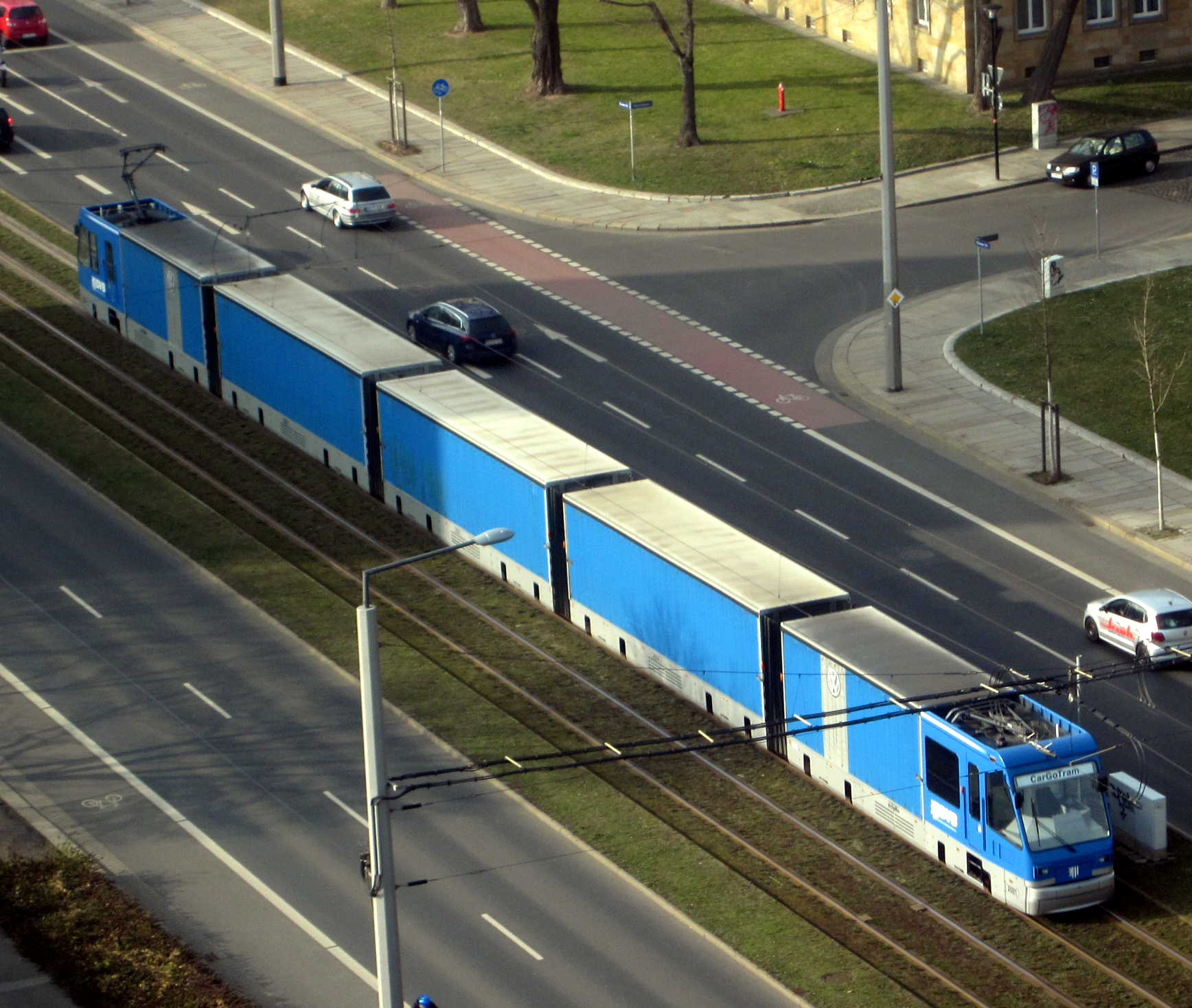
ドレスデン市電の路線を走行するカーゴトラム（2014年撮影）
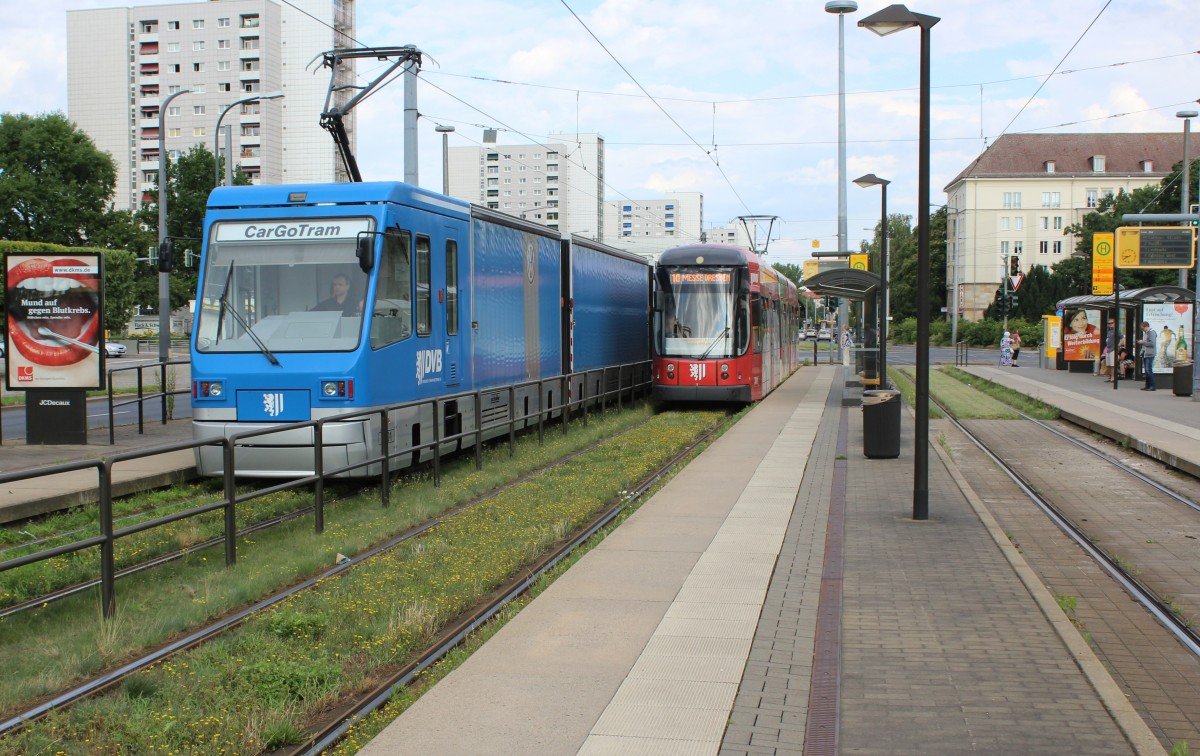
超低床電車（右）とすれ違うカーゴトラム（左）（2014年撮影）
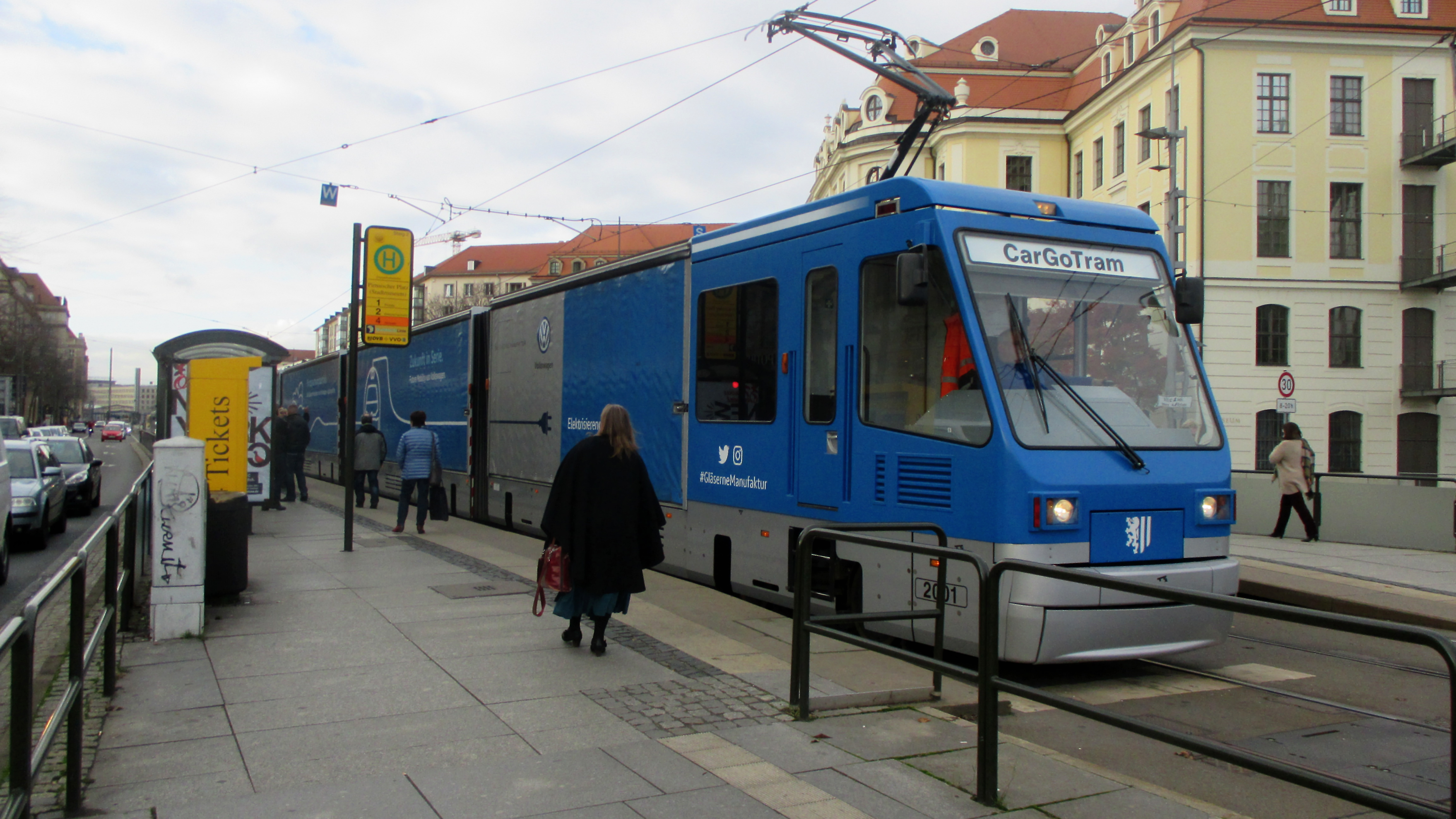
運行再開後は側面にイラストが描かれた（2017年撮影）

## 主要諸元
| カーゴトラム 主要諸元 | カーゴトラム 主要諸元    | カーゴトラム 主要諸元    |
| --------------------- | ------------------------ | ------------------------ |
| 編成                  |                          |                          |
| 車種                  | 先頭車                   | 中間車                   |
| 全長                  | 11,925mm                 | 11,850mm                 |
| 全幅                  | 2,200mm                  | 2,200mm                  |
| 最高速度              | 50km/h                   | 50km/h                   |
| 重量                  | 21.8t                    | 17.4t                    |
| 積載量                | 7.5t                     | 15t                      |
| 容量                  | 26.8m2                   | 53.5m2                   |
| 出力                  | 180kw                    | 180kw                    |
| 参考                  | [ 1 ] [ 6 ] [ 11 ] [ 2 ] | [ 1 ] [ 6 ] [ 11 ] [ 2 ] |